# HD 203501
HD 203501，又名BD+80 690，SAO 3534、HR 8174，是一颗恒星，视星等为6.15，位于銀經115.25，銀緯21.83，其B1900.0坐标为赤經21h 17m 30.7s，赤緯+80° 21.83′ 41″。